# Plaagdier

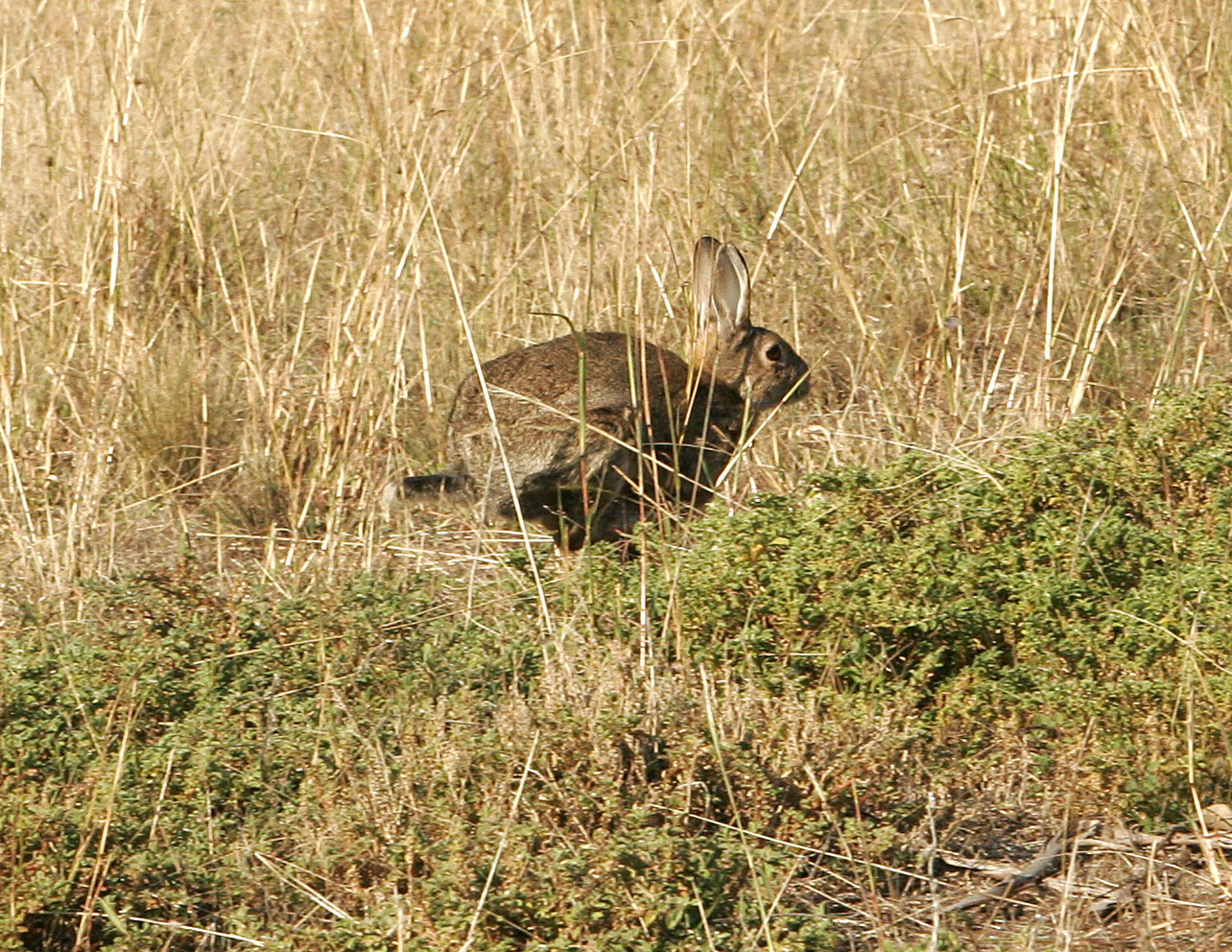
De schrik van veel Australische boeren - het wilde konijn

Een plaagdier is een in grote aantallen voorkomend dier met eigenschappen die door mensen als beschadigend, lastig of om andere redenen ongewenst worden beschouwd. Ook wordt, in navolging van de term onkruid bij planten, wel de term ongedierte gebruikt. 
Er is geen biologische definitie van een plaagdier. Wat wel of geen plaagdier is, hangt af van de situatie en de definitie die mensen eraan geven. Daardoor is het mogelijk dat een dier in de ene omgeving als plaagdier gezien wordt, terwijl het in een andere omgeving als nuttig wordt beschouwd.

## Soorten plaagdieren
Er kunnen verschillende categorieën van plaagdieren worden onderscheiden.

### Geïntroduceerde dieren

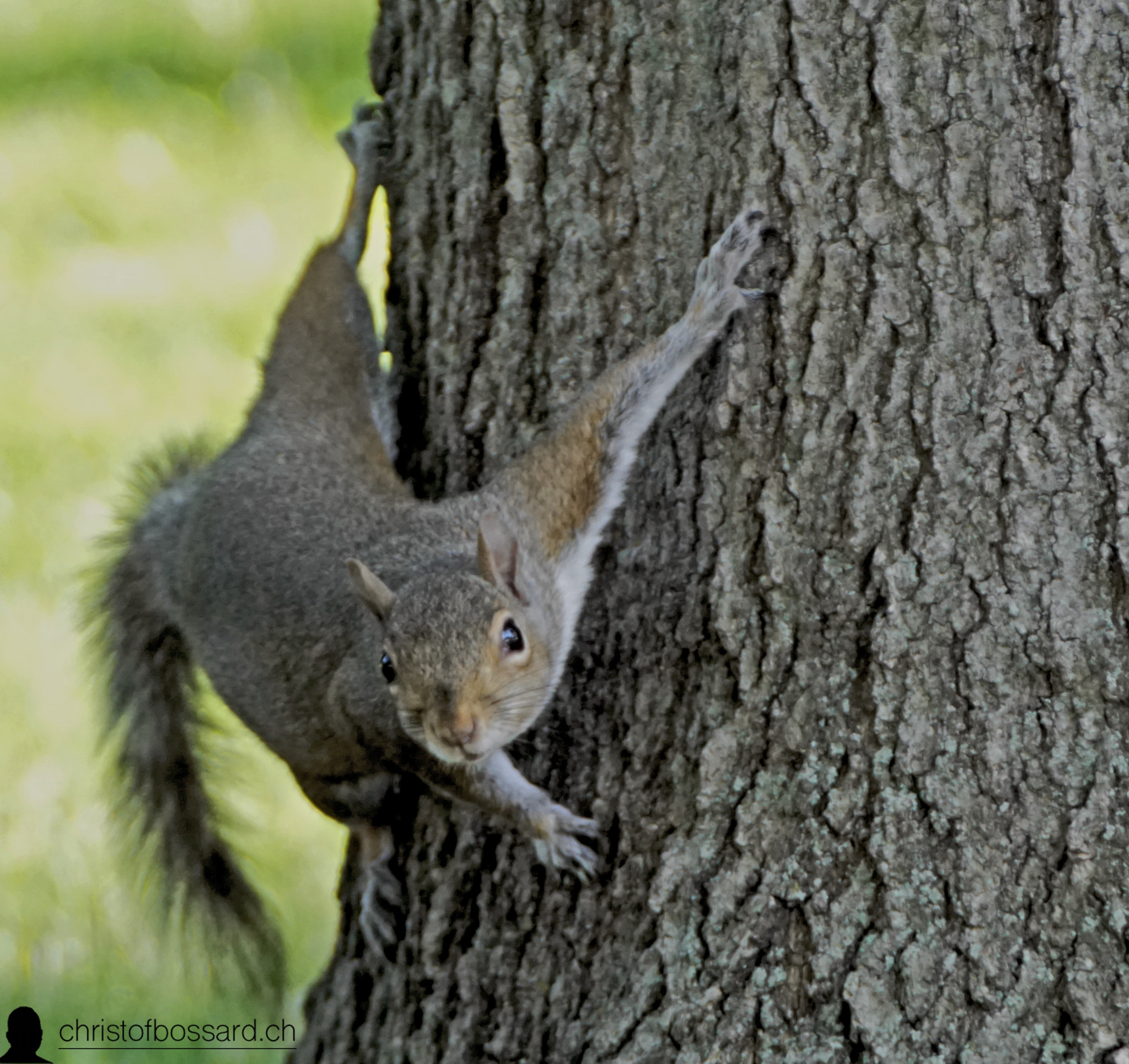
De grijze eekhoorn verdringt de inheemse rode eekhoorn.

Een voorbeeld van dieren die in een ander ecosysteem geplaatst worden en daar problemen opleveren is het Europese konijn. Dit dier werd in Australië geïntroduceerd en bracht daar schade aan de natuur aan die vele malen groter was dan in Europa het geval was. Ook gedomesticeerde dieren kunnen, indien ze in een vreemde omgeving worden geplaatst, plaagdieren worden. Zo hebben de Galapagoseilanden ernstig te lijden onder geiten en huiskatten.

### Gevaarlijke plaagdieren

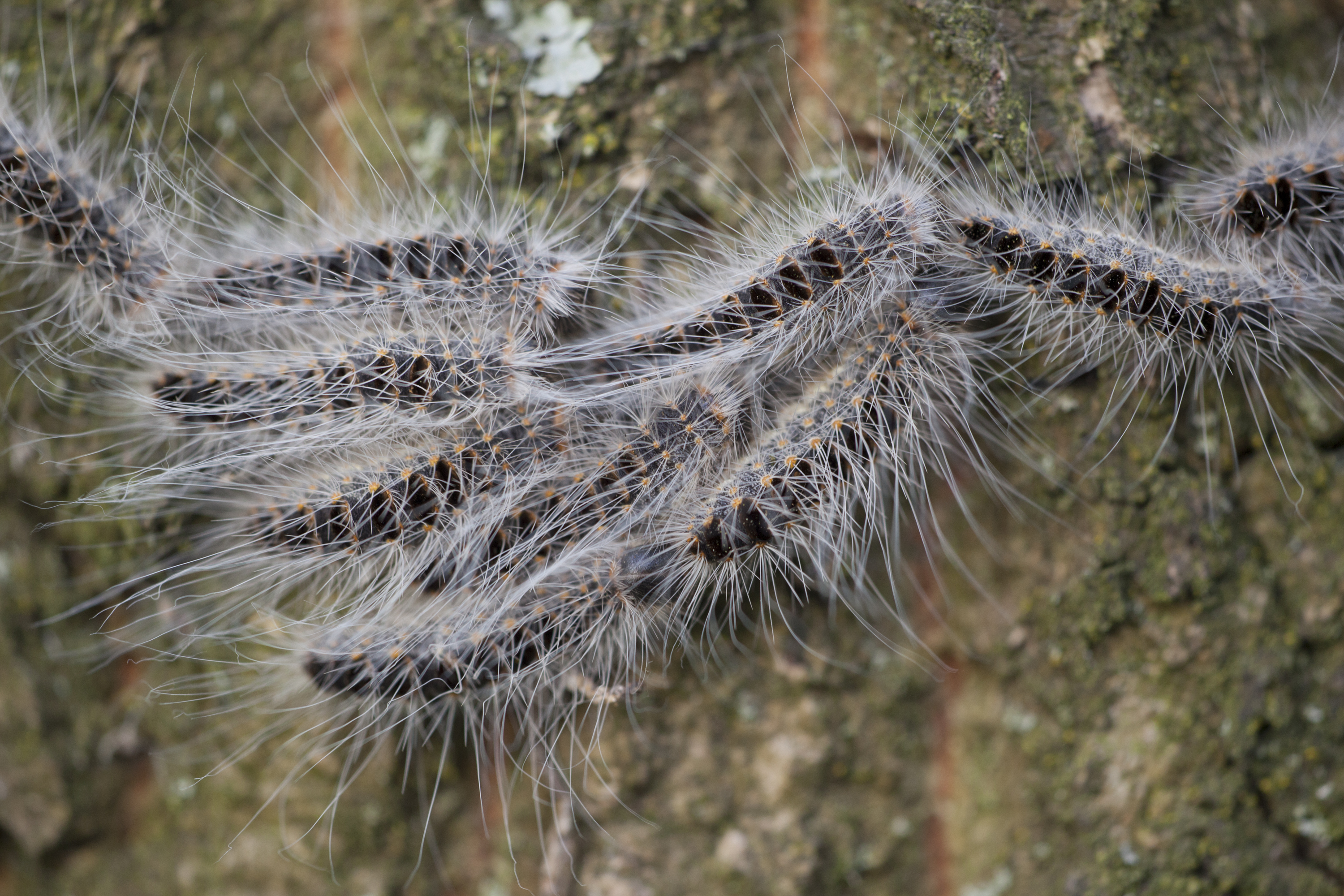
Eikenprocessierups

Een voorbeeld van gevaarlijke plaagdieren betreft organismen die als vector voor menselijke ziekten kunnen dienen. Voorbeelden hiervan zijn ratten en hun vlooien, die de pest kunnen verspreiden, maar ook muggen die een verspreider van malaria kunnen zijn. Ook sommige slangen kunnen als gevaarlijk plaagdier beschouwd worden.

### Concurrerende plaagdieren

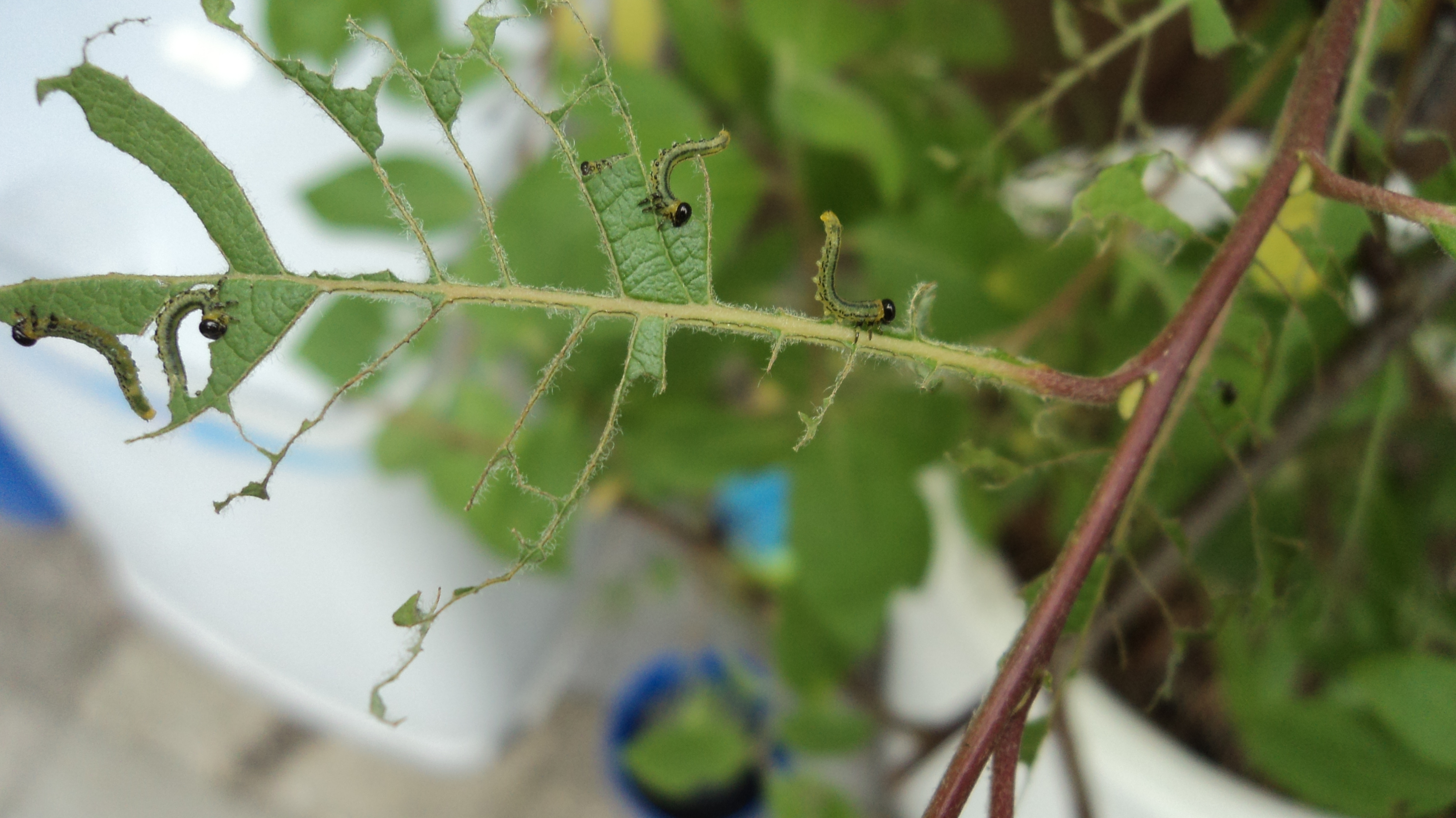
Concurrerende plaagdieren op een plant

Een andere categorie plaagdieren betreft schade veroorzakende dieren die met mensen concurreren om voedsel, leefruimte of landbouwgewassen. Te denken valt in dit geval aan wormen in appels, boktorren in het hout van meubelen of huizen, maar ook aan insecten die gewassen beschadigen zoals motten op katoenplanten, of complete oogsten kunnen opeten zoals sprinkhanen.

### Enge beestjes en hinderlijke dieren
De laatste categorie betreft enge beestjes. Het betreft dan ongewenste dieren, zoals limonadewespen, grote papierwespen, die niet schadelijk zijn of die anderszins zelden een reëel gevaar voor mensen of planten opleveren. 
Uit de omschrijving volgt al dat het, meer nog dan bij de overige groepen plaagdieren, een subjectieve categorie betreft. Wat door de ene persoon als eng beschouwd wordt, kan door een ander als irritant of juist nuttig gezien worden. Voorbeelden van dieren die in deze categorie vallen zijn kakkerlakken, pissebedden, mieren en huisvliegen.